# Jardins do Palácio Valle Flor
O Jardim do Palácio Valle Flor é um jardim em Lisboa localizado junto ao Palácio Vale Flor, onde se localiza desde 2001 o Hotel Pestana Palace.

Nos jardins, para além da piscina, destaca-se a chamada Casa do Lago, um pavilhão em estilo oriental, também do final do século XIX.

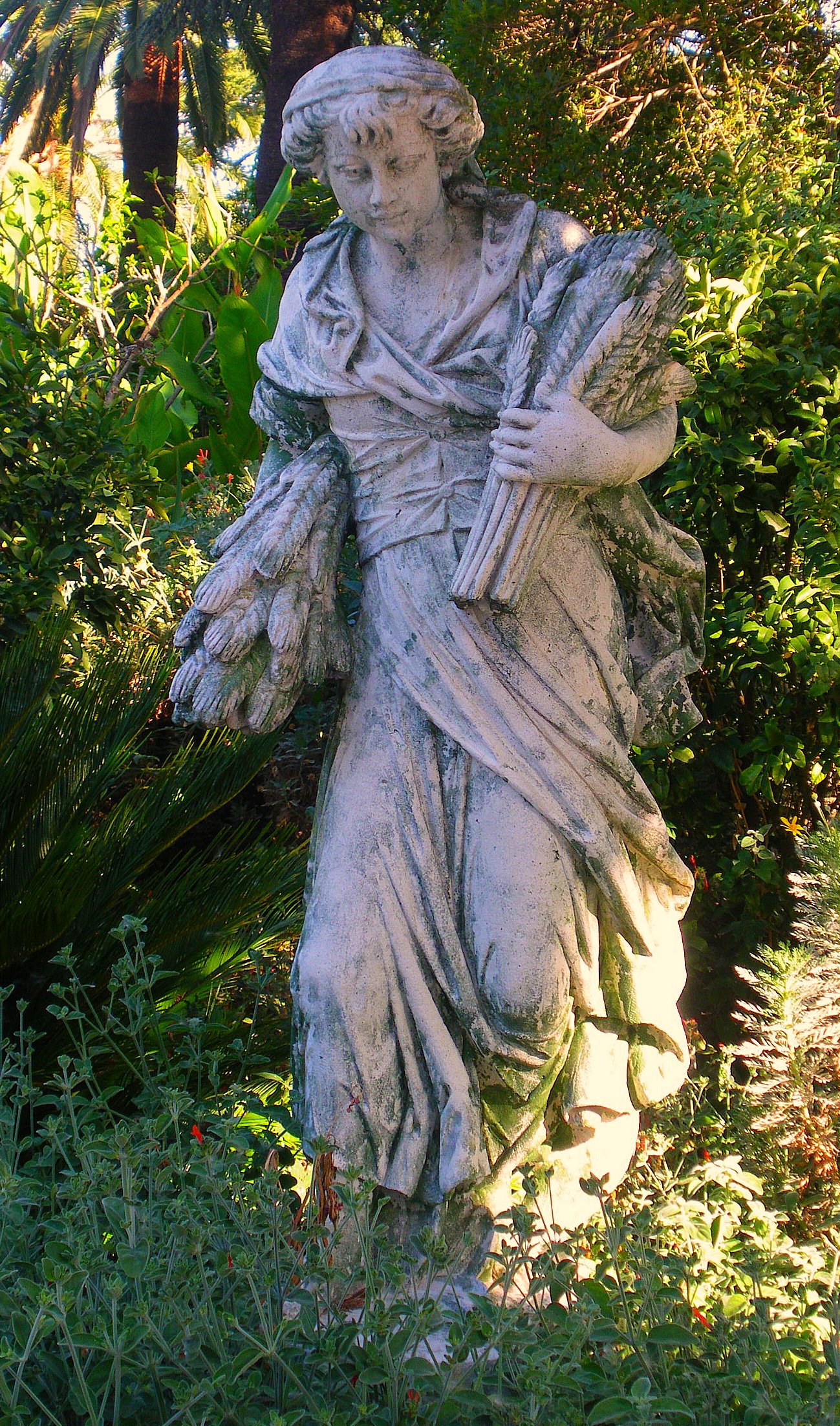
Estatuária do jardim